# Béganne
Béganne (en bretó Begaon) és un municipi francès, situat a la regió de Bretanya, al departament d'Ar Mor-Bihan. L'any 2006 tenia 1.372 habitants. Limita amb els municipis de Saint-Gorgon, Allaire, Saint-Dolay, Nivillac, Péaule i Caden.

## Demografia
| 1962                                       | 1968  | 1975  | 1982  | 1990  | 1999  |
| ------------------------------------------ | ----- | ----- | ----- | ----- | ----- |
| 1.440                                      | 1.521 | 1.486 | 1.446 | 1.351 | 1.307 |
| Des de 1962: població sense dobles comptes |       |       |       |       |       |

## Administració
| Període   | Identitat         | Partit |
| --------- | ----------------- | ------ |
| 2001-2008 | Gérard Rouxel     |        |
| 2008-     | Albert Laquittant |        |